# Elizabeth Leveson-Gower, Duchess of Sutherland

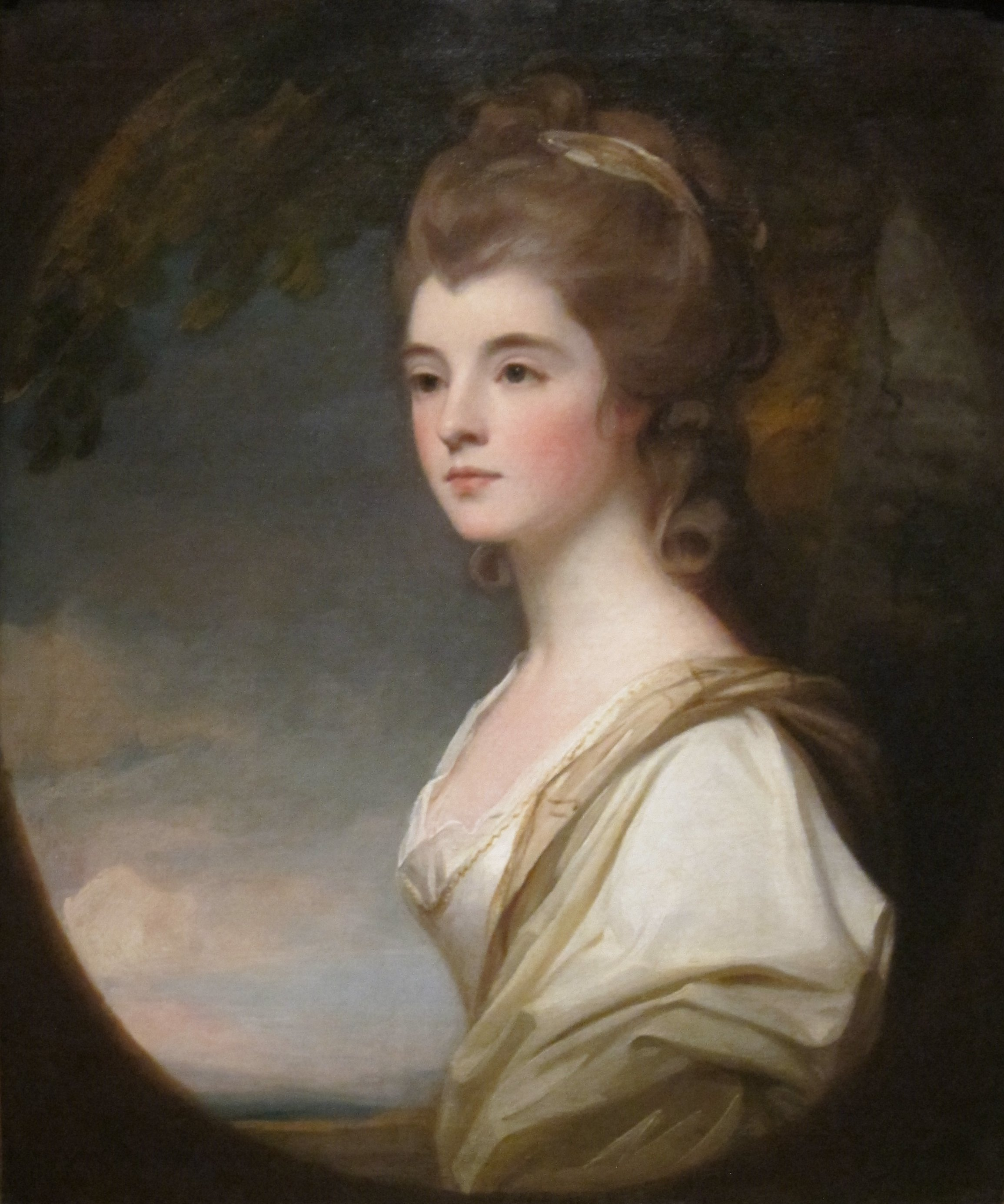
Elizabeth Sutherland, 19. Countess of Sutherland, 1782

Elizabeth Leveson-Gower, Duchess of Sutherland, suo iure 19. Countess of Sutherland (geborene Sutherland, * 24. Mai 1765 in Edinburgh; † 29. Januar 1839 in London) war eine schottisch-britische Adlige und Großgrundbesitzerin.

## Leben
Sie war die zweite Tochter und das einzige überlebende Kind von William Sutherland, 18. Earl of Sutherland, aus dessen Ehe mit Mary Maxwell. Sowohl ihre ältere Schwester, als auch beide ihre Elternteile starben bereits 1766 an einer Fleckfieber-Epidemie. Sie wuchs unter der Fürsorge ihrer Großmutter mütterlicherseits auf. Ihre Erbansprüche auf die Adelstitel ihres Vaters wurden von zweien ihrer männlichen Verwandten, nämlich Sir Robert Gordon, Gutsherr von Gordonstoun, und George Sutherland, Gutsherr von Forse, angefochten. Der Rechtsstreit wurde vor das House of Lords gebracht, das schließlich am 21. März 1771 entschied, dass diese Lady Elisabeth zustünden. Sie erbte somit rückwirkend ab 1766 die schottischen Adelstitel als 19. Countess of Sutherland und 19. Lady Strathnaver.
Sie heiratete am 4. September 1785 George Leveson-Gower, Viscount Trentham (1758–1833), Sohn und Erbe des Granville Leveson-Gower, 1. Marquess of Stafford. Ihr Gatte erbte 1803 den Titel Marquess of Stafford und wurde 1833 zum Duke of Sutherland erhoben. Zusätzlich zu den umfangreichen von ihr ererbten Ländereien erwarb ihr Gatte weitere Ländereien und besaß ab 1816 63 % des Counties Sutherland. Das Paar blieb insbesondere für die auch auf ihren schottischen Ländereien betriebenen Highland Clearances in Erinnerung.
Aus ihrer Ehe hatte sie fünf Söhne und zwei Töchter:
- George Granville Sutherland-Leveson-Gower, 2. Duke of Sutherland, 20. Earl of Sutherland (1786–1861) ⚭ 1823 Lady Harriet Elizabeth Georgiana Howard
- Lady Charlotte Sophia Leveson-Gower (1788–1870) ⚭ 1814 Henry Howard, 13. Duke of Norfolk;
- Hon. William Leveson-Gower (1792–1793);
- Lady Elizabeth Mary Leveson-Gower (1797–1891) ⚭ 1819 Richard Grosvenor, 2. Marquess of Westminster;
- Francis Egerton, 1. Earl of Ellesmere (1800–1857) ⚭ 1822 Lady Harriet Catherine Greville;
- Hon. Henry Leveson-Gower (1801–1801);
- Hon. William John Leveson-Gower (1803–1804).

Als sie 1839 starb, erbte ihr ältester Sohn George, der bereits 1833 seinen Vater als 2. Duke beerbt hatte, auch ihre Adelstitel. Sie wurde in Dornoch in Sutherland begraben.